# Fonters-du-Razès
Fonters-du-Razès är en kommun i departementet Aude i regionen Occitanien  i södra Frankrike. Kommunen ligger  i kantonen Fanjeaux som ligger i arrondissementet Carcassonne. År 2022 hade Fonters-du-Razès 74 invånare.

## Befolkningsutveckling
Antalet invånare i kommunen Fonters-du-Razès
Referens: INSEE